# 馬夢得
馬夢得（?—?），字正卿。杞縣人。
景祐三年十二月二十五日(1037年1月16日)出生，早年官太学正，因生性耿直，不擅交际，“学生既不喜，博士亦忌之”。與蘇軾友好。曾官黃州通判。蘇軾貶黃州時，於城東山坡購得荒地並贈與蘇軾安頓，蘇軾更因此地而為自己取號「東坡居士」。